# Jonathan Liebesman
Jonathan Liebesman (n. 15 septembrie 1976, Johannesburg) este un regizor de film sud-african.

## Biografie
Jonathan Liebesman s-a născut pe 15 septembrie 1976 în orașul Johannesburg din Africa de Sud. A studiat cinematografia la AFDA și la Școala de arte Tisch din cadrul Universității din New York.

### Cariera de la Hollywood
În 2002, la vârsta de 26 de ani, Liebesman a regizat filmul său de debut, Darkness Falls, având un buget de 11 milioane de dolari. Deși acesta a avut de suferit din cauza comentariilor slabe, a devenit curând numărul 1 în box office-ul american. Filmul a avut încasări de peste 32,5 milioane de dolari în SUA și 15 milioane de dolari în întreaga lume. A fost nominalizat la categoria cel mai bun film horror /thriller la Premiile Teen Choice din 2003, în timp ce actrița principală, Emma Caulfield, a câștigat Fața Viitorului din partea organizației Academy of Science Fiction, Fantasy, and Horror Films în același an.
Urmatorul proiect al lui Liebesman a fost scurt metrajul „Rings” (2005). Acesta a avut o lungime de 15 minute și a fost scris împreună cu Ehren Kruger.
Succesul filmelor l-au adus pe Liebesman în atenția lui Michael Bay și a companiei lui de producție, Platinum Dunes, care l-a angajat să regizeze filmul Masacrul din Texas: Începuturile. Acesta a apărut în SUA pe 6 octombrie 2006 și s-a dovedit un alt succes de box office pentru Liebesman, înregistrând la data de 31 decembrie 2006 încasări de aproximativ 50 de milioane de dolari în întreaga lume, inclusiv peste 39,5 milioane de dolari în SUA.

## Filmografie
| An   | Titlu                                 | Note                                       |
| ---- | ------------------------------------- | ------------------------------------------ |
| 2000 | Genesis and Catastrophe: A True Story | Film de scurt metraj                       |
| 2003 | Darkness Falls                        |                                            |
| 2005 | Rings                                 | Film de scurt metraj                       |
| 2006 | Masacrul din Texas: Începuturile      |                                            |
| 2009 | Experiment diabolic                   |                                            |
| 2011 | Invadarea lumii: Bătălia Los Angeles  |                                            |
| 2012 | Furia titanilor                       | Continuarea filmului Înfruntarea titanilor |
| 2013 | Țestoasele ninja                      |                                            |